# Gran Premio de la República Checa de Motociclismo de 2011
El Gran Premio de la República Checa de Motociclismo de 2011 (oficialmente: Cardion Grand Prix České Republiky) fue la undécima prueba del Campeonato del Mundo de Motociclismo de 2011. Tuvo lugar en el fin de semana del 12 al 14 de agosto de 2011 en el Autódromo de Brno, situado en Brno, Moravia, República Checa.
La carrera de MotoGP fue ganada por Casey Stoner, seguido de Andrea Dovizioso y Marco Simoncelli. Andrea Iannone ganó la prueba de Moto2, por delante de Marc Márquez y Stefan Bradl. La carrera de 125 cc fue ganada por Sandro Cortese, Johann Zarco fue segundo y Alberto Moncayo tercero.

## Resultados

### Resultados MotoGP
| Pos.    | N.º | Piloto           | Constructor | Vueltas | Tiempo    | Parrilla | Pts. |
| ------- | --- | ---------------- | ----------- | ------- | --------- | -------- | ---- |
| 1       | 27  | Casey Stoner     | Honda       | 22      | 43:16.796 | 3        | 25   |
| 2       | 4   | Andrea Dovizioso | Honda       | 22      | +6.532    | 7        | 20   |
| 3       | 58  | Marco Simoncelli | Honda       | 22      | +7.792    | 5        | 16   |
| 4       | 1   | Jorge Lorenzo    | Yamaha      | 22      | +8.513    | 2        | 13   |
| 5       | 11  | Ben Spies        | Yamaha      | 22      | +10.186   | 4        | 11   |
| 6       | 46  | Valentino Rossi  | Ducati      | 22      | +12.632   | 6        | 10   |
| 7       | 69  | Nicky Hayden     | Ducati      | 22      | +23.037   | 9        | 9    |
| 8       | 5   | Colin Edwards    | Yamaha      | 22      | +24.189   | 8        | 8    |
| 9       | 7   | Hiroshi Aoyama   | Honda       | 22      | +25.202   | 10       | 7    |
| 10      | 8   | Héctor Barberá   | Ducati      | 22      | +36.566   | 13       | 6    |
| 11      | 24  | Toni Elías       | Honda       | 22      | +36.679   | 12       | 5    |
| 12      | 14  | Randy de Puniet  | Ducati      | 22      | +37.109   | 15       | 4    |
| 13      | 65  | Loris Capirossi  | Ducati      | 22      | +48.911   | 16       | 3    |
| Ret     | 19  | Álvaro Bautista  | Suzuki      | 16      | Retirado  | 14       |      |
| Ret     | 17  | Karel Abraham    | Ducati      | 12      | Retirado  | 17       |      |
| Ret     | 35  | Cal Crutchlow    | Yamaha      | 6       | Caída     | 11       |      |
| Ret     | 26  | Dani Pedrosa     | Honda       | 2       | Caída     | 1        |      |
| DNS     | 21  | John Hopkins     | Suzuki      |         | Lesionado |          |      |
| Fuente: |     |                  |             |         |           |          |      |

### Resultados Moto2
| Pos.    | N.º | Piloto              | Constructor | Vueltas | Tiempo    | Parrilla | Pts. |
| ------- | --- | ------------------- | ----------- | ------- | --------- | -------- | ---- |
| 1       | 29  | Andrea Iannone      | Suter       | 20      | 41:13.255 | 5        | 25   |
| 2       | 93  | Marc Márquez        | Suter       | 20      | +0.161    | 1        | 20   |
| 3       | 65  | Stefan Bradl        | Kalex       | 20      | +0.407    | 2        | 16   |
| 4       | 15  | Alex de Angelis     | MotoBi      | 20      | +0.870    | 3        | 13   |
| 5       | 12  | Thomas Lüthi        | Suter       | 20      | +4.225    | 4        | 11   |
| 6       | 40  | Aleix Espargaró     | Pons Kalex  | 20      | +13.636   | 6        | 10   |
| 7       | 34  | Esteve Rabat        | FTR         | 20      | +13.647   | 18       | 9    |
| 8       | 77  | Dominique Aegerter  | Suter       | 20      | +14.365   | 12       | 8    |
| 9       | 3   | Simone Corsi        | FTR         | 20      | +14.617   | 7        | 7    |
| 10      | 54  | Kenan Sofuoğlu      | Suter       | 20      | +21.383   | 13       | 6    |
| 11      | 75  | Mattia Pasini       | FTR         | 20      | +26.235   | 8        | 5    |
| 12      | 72  | Yuki Takahashi      | Moriwaki    | 20      | +29.726   | 17       | 4    |
| 13      | 36  | Mika Kallio         | Suter       | 20      | +30.046   | 30       | 3    |
| 14      | 71  | Claudio Corti       | Suter       | 20      | +30.380   | 9        | 2    |
| 15      | 63  | Mike Di Meglio      | Tech 3      | 20      | +30.459   | 24       | 1    |
| 16      | 44  | Pol Espargaró       | FTR         | 20      | +31.691   | 14       |      |
| 17      | 14  | Ratthapark Wilairot | FTR         | 20      | +31.752   | 21       |      |
| 18      | 51  | Michele Pirro       | Moriwaki    | 20      | +35.548   | 22       |      |
| 19      | 18  | Jordi Torres        | Suter       | 20      | +40.270   | 23       |      |
| 20      | 9   | Kenny Noyes         | FTR         | 20      | +40.722   | 32       |      |
| 21      | 53  | Valentin Debise     | FTR         | 20      | +40.803   | 19       |      |
| 22      | 88  | Ricard Cardús       | Moriwaki    | 20      | +42.247   | 26       |      |
| 23      | 19  | Xavier Siméon       | Tech 3      | 20      | +42.285   | 33       |      |
| 24      | 80  | Axel Pons           | Pons Kalex  | 20      | +42.348   | 27       |      |
| 25      | 39  | Robertino Pietri    | Suter       | 20      | +53.036   | 25       |      |
| 26      | 45  | Scott Redding       | Suter       | 20      | +53.044   | 20       |      |
| 27      | 64  | Santiago Hernández  | FTR         | 20      | +1:06.674 | 36       |      |
| 28      | 97  | Steven Odendaal     | Suter       | 20      | +1:07.935 | 35       |      |
| 29      | 13  | Anthony West        | MZ-RE Honda | 20      | +1:30.360 | 34       |      |
| 30      | 95  | Mashel Al Naimi     | Moriwaki    | 20      | +1:30.499 | 37       |      |
| Ret     | 24  | Tommaso Lorenzetti  | FTR         | 19      | Caída     | 38       |      |
| Ret     | 25  | Alex Baldolini      | Suter       | 11      | Retirado  | 31       |      |
| Ret     | 16  | Jules Cluzel        | Suter       | 11      | Retirado  | 11       |      |
| Ret     | 76  | Max Neukirchner     | MZ-RE Honda | 7       | Retirado  | 15       |      |
| Ret     | 31  | Carmelo Morales     | Suter       | 3       | Caída     | 28       |      |
| Ret     | 38  | Bradley Smith       | Tech 3      | 1       | Caída     | 16       |      |
| Ret     | 68  | Yonny Hernández     | FTR         | 1       | Caída     | 29       |      |
| Ret     | 4   | Randy Krummenacher  | Kalex       | 0       | Caída     | 10       |      |
| DNS     | 60  | Julián Simón        | Suter       |         |           |          |      |
| Fuente: |     |                     |             |         |           |          |      |

### Resultados 125cc
| Pos.    | N.º | Piloto              | Constructor | Vueltas | Tiempo    | Parrilla | Pts. |
| ------- | --- | ------------------- | ----------- | ------- | --------- | -------- | ---- |
| 1       | 11  | Sandro Cortese      | Aprilia     | 19      | 40:59.229 | 3        | 25   |
| 2       | 5   | Johann Zarco        | Derbi       | 19      | +0.397    | 2        | 20   |
| 3       | 23  | Alberto Moncayo     | Aprilia     | 19      | +10.773   | 7        | 16   |
| 4       | 55  | Héctor Faubel       | Aprilia     | 19      | +10.794   | 4        | 13   |
| 5       | 33  | Sergio Gadea        | Aprilia     | 19      | +11.144   | 10       | 11   |
| 6       | 25  | Maverick Viñales    | Aprilia     | 19      | +11.473   | 8        | 10   |
| 7       | 84  | Jakub Kornfeil      | Aprilia     | 19      | +24.720   | 19       | 9    |
| 8       | 15  | Simone Grotzkyj     | Aprilia     | 19      | +39.982   | 9        | 8    |
| 9       | 63  | Zulfahmi Khairuddin | Derbi       | 19      | +42.887   | 14       | 7    |
| 10      | 53  | Jasper Iwema        | Aprilia     | 19      | +43.023   | 15       | 6    |
| 11      | 3   | Luigi Morciano      | Aprilia     | 19      | +43.183   | 17       | 5    |
| 12      | 99  | Danny Webb          | Mahindra    | 19      | +43.675   | 21       | 4    |
| 13      | 21  | Harry Stafford      | Aprilia     | 19      | +43.764   | 30       | 3    |
| 14      | 77  | Marcel Schrötter    | Mahindra    | 19      | +44.076   | 22       | 2    |
| 15      | 96  | Louis Rossi         | Aprilia     | 19      | +50.240   | 18       | 1    |
| 16      | 50  | Sturla Fagerhaug    | Aprilia     | 19      | +50.297   | 20       |      |
| 17      | 95  | Miroslav Popov      | Aprilia     | 19      | +1:06.807 | 26       |      |
| 18      | 41  | Luca Grünwald       | KTM         | 19      | +1:06.870 | 25       |      |
| 19      | 19  | Alessandro Tonucci  | Aprilia     | 19      | +1:07.004 | 24       |      |
| 20      | 43  | Francesco Mauriello | Aprilia     | 19      | +1:07.132 | 23       |      |
| 21      | 17  | Taylor Mackenzie    | Aprilia     | 19      | +1:15.543 | 29       |      |
| 22      | 36  | Joan Perelló        | Aprilia     | 19      | +1:19.523 | 27       |      |
| 23      | 44  | Miguel Oliveira     | Aprilia     | 19      | +1:19.885 | 16       |      |
| 24      | 30  | Giulian Pedone      | Aprilia     | 19      | +1:33.814 | 28       |      |
| 25      | 24  | Ladislav Chmelík    | Aprilia     | 19      | +1:45.564 | 32       |      |
| 26      | 56  | Peter Sebestyén     | KTM         | 19      | +2:03.770 | 33       |      |
| Ret     | 60  | Manuel Tatasciore   | Aprilia     | 16      | Retirado  | 31       |      |
| Ret     | 7   | Efrén Vázquez       | Derbi       | 13      | Caída     | 5        |      |
| Ret     | 18  | Nicolás Terol       | Aprilia     | 8       | Retirado  | 1        |      |
| Ret     | 10  | Alexis Masbou       | KTM         | 2       | Retirado  | 11       |      |
| Ret     | 52  | Danny Kent          | Aprilia     | 1       | Caída     | 6        |      |
| Ret     | 26  | Adrián Martín       | Aprilia     | 1       | Caída     | 12       |      |
| Ret     | 31  | Niklas Ajo          | Aprilia     | 0       | Caída     | 13       |      |
| DNS     | 39  | Luis Salom          | Aprilia     |         |           |          |      |
| DNQ     | 83  | Jakub Jantulík      | Honda       |         |           |          |      |
| Fuente: |     |                     |             |         |           |          |      |